# Takaishi
Takaishi (高石市 Takaishi-shi?) este un municipiu din Japonia, prefectura Osaka.